# Radio 100,7
Radio 100,7 est la seule station de radio de service public luxembourgeoise. Elle émet ses programmes à partir de l'émetteur de Dudelange.

## Histoire
La radio a été créée par la loi du 27 juillet 1991 sur les médias électroniques et émet depuis 1993 sur la fréquence FM 100,7 MHz. Elle est membre de l’Union européenne de radio-télévision (UER). 
La station émet 24h/24, et propose, en adéquation avec sa mission, des émissions culturelles, musicales, de traitement de l'actualité, et offre une plateforme aux associations socioculturelles du pays.
Musicalement, elle se distingue par un choix éclectique, alternatif, en proposant à l'antenne des morceaux provenant de labels indépendants et parfois encore méconnus. Les artistes luxembourgeois sont également régulièrement mis sur le devant de la scène, ainsi notamment dans l'émission Backstage. D'autres émissions, telles que Déjà Vu et Magic Songs, proposent un regard neuf sur des tubes ayant cartonnés. Dans Time Out, le présentateur, Benny Brown s'adresse aux expatriés anglophones, avec un résumé de l'actualité luxembourgeoise en anglais et un mélange de musiques mêlant blues, country et indie rock.
Generator est une émission qui cible les ados. Y défilent rappeurs, jeunes poètes et acteurs de la scène culturelle.
La Musikalesch Visitekaart présente les goûts musicaux d'un invité, issu de la vie culturelle, politique ou économique.
Un choix de poésie luxembourgeoise est proposé dans Een Album lëtzebuergesch Gedichter. Le LiteraturLabo propose aux auditeurs une table ronde sur l'actualité littéraire, au Luxembourg et dans le monde.
En information, l’interview du jour (Invité vum Dag) est positionnée sur la tranche horaire de 7 h 30. À partir de la rentrée 2015, une série bihebdomadaire, Europa Aktuell, a été lancée. Focalisée sur l’actualité européenne, cette série est réalisée avec le soutien du réseau international Euranet plus. Le Moies-Magazin est étendu sur deux heures en semaine (de 9 h 0 à 11 h 0), offrant ainsi des plages magazine pour des thèmes aussi variés que culturels, sociétaux, économiques, politiques, littéraires, etc. Dans l'émission Riicht eraus, les invités commentent les grands sujets de l'actualité dans une table ronde diffusée en direct.
En novembre 2015, radio 100,7 a attribué, pour la première fois au Luxembourg, son Prix de fiction radiophonique, qui a récompensé JRRIUE, une œuvre originale de fiction radiophonique de Frédéric Zeimet.

## Annexe